# LEGO City Undercover: The Chase Begins
LEGO City Undercover: The Chase Begins è un videogioco d'avventura dinamica in stile sandbox, sviluppato da TT Fusion, una divisione di Traveller's Tales. È stato messo in commercio per il Nintendo 3DS il 21 aprile 2013 in Nord America e in Europa il 26 aprile 2013 ed è un prequel di LEGO City Undercover. 
A differenza dei precedenti titoli LEGO sviluppati da TT Games, che sono stati basati su varie licenze, il gioco è basato sul marchio Lego City ed è pubblicato da Nintendo. È il secondo gioco Lego che è stato pubblicato da Nintendo, piuttosto che un editore indipendente come WB Games o LucasArts.

## Trama
Ambientato circa 2 anni prima degli eventi di LEGO City Undercover, Chase McCain, un poliziotto novellino che lavora per il Dipartimento di Polizia Lego City, ha un solo obiettivo in mente: mettere in prigione l'uomo più ricercato, Rex Fury. È anche spiegato come Chase viene mandato via, e come egli ha accidentalmente rivelato il testimone segreto che si è fatto avanti per aiutare ad arrestare il criminale.

## Personaggi

### Protagonisti
- Chase McCain: "non un poliziotto, ma il poliziotto" e protagonista del gioco. Il suo obiettivo principale è quello di arrestare Rex Fury.
- Vice Marion Dunby: Un poliziotto severo che non ama Chase prima che egli diventi un capo è anche ghiotto di ciambelle.
- Amministratore Gleeson: Un capo della polizia prima che lei diventi il sindaco di LEGO City.
- Natalia Kowalski: L'interesse amoroso di Chase, che lavora come giornalista per poi lavorare nel campo medico. È stata costretta a passare sotto la protezione dei testimoni dopo che Chase ha accidentalmente rivelato la sua identità quando ha testimoniato contro Rex Fury.
- Rose Hayes: Figlia di Jethro e una contadina. È stata rapita dagli uomini di Von Krunchman.
- Warden Fielding: Una guardia carceraria in Albatross Island che era stata rinchiusa da Burt Wellington. Si ritira prima degli eventi di Lego City Undercover.
- Sheriff Shepherd: Un vice sceriffo che è in carica nella stazione di polizia al Parco Nazionale di Bluebell.

### Antagonisti / Criminali
- Rex Fury: Un criminale che per primo ha assunto il ruolo come antagonista principale del gioco. Era sospettato di essere responsabile di un'ondata di criminalità di LEGO City.
- Tony "Knuckles" McGee: Il primo criminale che Chase incontra a Cherry Tree Hills.
- Burt "Birdman" Wellington: Il detenuto più pericoloso dell'Isola di Albatross.
- Smokey Fuentes: Un boss del crimine che è stato responsabile di aver fatto saltare il ponte ad Auburn.
- Von Krunchman: Il più pericoloso piantagrane di Fort Meadows che ha rapito Jethro Hayes.
- Flash Johnson: Un criminale astronauta che ha rapito i Kowalski tra cui il dottor Henrik Kowalski e sua figlia Natalia.
- Carl Noci: Un criminale boscaiolo e assistente di Forrest Blackwell.
- Forrest Blackwell: L'antagonista minore nel gioco. Egli prova a distruggere il Parco Nazionale di Bluebell.